# Libertas Trogylos Basket 2006-2007
La stagione 2006-2007 della Libertas Trogylos Basket è stata la ventunesima consecutiva disputata in Serie A1 femminile.
La società siracusana si è classificata al quarto posto nella massima serie e ha partecipato ai play-off per la promozione. Ha eliminato Taranto ma si è fermata in semifinale contro Faenza.

## Verdetti stagionali
Competizioni nazionali
- Serie A1:

stagione regolare: 4º posto su 16 squadre (22-8);
play-off: eliminato in semifinale da Faenza (3-3)
Competizioni internazionali
- Eurocoppa:

eliminata ai sedicesimi di finale dal Botas Spor Adana (4-4)

## Rosa
| Giocatrici |
| ---------- |

| N° | Naz.                   | Ruolo | Sportivo          | Anno | Alt. |  |
| -- | ---------------------- | ----- | ----------------- | ---- | ---- |  |
|    | Italia (bandiera)      | G     | Eleonora Comito   | 1986 | 165  |  |
| 5  | Italia (bandiera)      | PG    | Susanna Bonfiglio | 1974 | 178  |  |
| 6  | Italia (bandiera)      | P     | Vanesa Avaro      | 1972 | 170  |  |
| 7  | Francia (bandiera)     | GA    | Sabrina Palie     | 1981 | 180  |  |
| 8  | Italia (bandiera)      | P     | Oriana Milazzo    | 1991 | 165  |  |
| 9  | Italia (bandiera)      |       | Chiara Boscarino  | 1988 |      |  |
| 9  | Italia (bandiera)      | P     | Elena Fabbri      | 1975 | 170  |  |
| 10 | Italia (bandiera)      |       | Erika Accolla     | 1992 |      |  |
| 11 | Cuba (bandiera)        | A     | Tania Seino       | 1973 | 186  |  |
| 12 | Italia (bandiera)      | G     | Beatrice Sciacca  | 1983 | 175  |  |
| 13 | Romania (bandiera)     | C     | Florina Pașcalău  | 1982 | 193  |  |
| 15 | Italia (bandiera)      | A     | Roberta Meneghel  | 1977 | 182  |  |
| 20 | Stati Uniti (bandiera) | C     | Tari Phillips     | 1968 | 188  |  |

| Staff tecnico                          |
| -------------------------------------- |
| Allenatore: Santino Coppa              |
| Assistente allenatore: Salvatore Coppa |

| Giocatrici acquisite a stagione in corso |
| ---------------------------------------- |

| N° | Naz. | Ruolo | Sportivo | Anno | Alt. |  |
| -- | ---- | ----- | -------- | ---- | ---- |  |

| Giocatrici cedute a stagione in corso |
| ------------------------------------- |

| N° | Naz.             | Ruolo | Sportivo        | Anno | Alt. |  |
| -- | ---------------- | ----- | --------------- | ---- | ---- |  |
|    | Malta (bandiera) | C     | Josephine Grima | 1984 | 184  |  |

Scheda su LegABasketFemminile.it

## Dirigenza
La dirigenza è composta da:
- Presidente: Paolo Giuliano
- General manager: Fabrizio Milani